# Ibn Abd-al-Múnim al-Himyarí
Muḥammad Ibn ʿAbd al-Munʿim al-Ḥimyarī ou al-Himyari ( em árabe: محمد بن عبد المنعم الحميري  ), é um geógrafo e jurista andaluz de língua árabe do século XV. É autor do Kitâb al-Rawḍ al-miʿṭâr fî khabar al-aqṭâr ( Livro do Jardim Perfumado com a descrição das regiões ), um extenso dicionário geográfico.

## Obra
O Kitâb al-Rawḍ al-miʿṭâr fî khabar al-aqṭâr (Livro do Jardim Perfumado com a descrição das regiões) é um imponente dicionário de geografia que descreve todo o mundo muçulmano, bem como suas margens. Al-Himyari dedica quase metade deste trabalho à descrição do reino de Al-Andalus. Para compor seu dicionário, consultou inúmeras obras, raramente citando suas fontes. No entanto, a sua obra é inspirada principalmente das duas grandes crónicas em língua árabe que tratam da história de Al-Andalus, escritas nos séculos IX e X: as Tradições Coletadas ( Akhbâr madjmûʿa ), anônimas, e a História da conquista da Espanha ( Tarîkh iftitâḥ al-Andalus ) por Ibn al-Qûṭiyya  .